# Isthmian League 2014–15
Isthmian League 2014–15 là mùa giải thứ 100 của giải Isthmian League, đó là giải bóng đá ở nước Anh, với sự tham gia của các câu lạc bộ bán chuyên nghiệp và nghiệp dư từ London, Đông và Đông Nam nước Anh. Đó là mùa giải thứ 9 sau khi tất ra thêm hạng Division One North và Division One South.
Sau khi câu lạc bộ Vauxhall Motors xuống hạng từ Conference North, và Câu lạc bộ Hinckley United bị trục xuất ra khỏi giải Southern League Premier Division, Redhill và Wroxham lần lượt được đặc cách xuống hạng từ giải Division One South and Division One North respectively.
Sau khi hoãn lại việc tiến hành để đội bóng Worksop Town từ bỏ giải Northern Premier League. Wingate & Finchley ban đầu chuyển xuống chơi ở Isthmian League Division One North nhưng đã được gia nhập lại Premier Division. Ware gia nhập trở lại Division One North sau khi lần đầu tiên chơi tại Southern League. Còn Hayes & Yeading United chuyển sang Southern Premier sau khi lần đầu tiên chơi tại Isthmian Premier.

## Premier Division
Giải Premier Division có 5 câu lạc bộ mới, có tất cả 24 câu lạc bộ tham dự:
- Leatherhead, thăng hạng nhờ thắng play-off Division One South
- Peacehaven & Telscombe, thăng hạng nhờ vô địch Division One South
- Tonbridge Angels, xuống hạng từ Conference South
- VCD Athletic, thăng hạng nhờ vô địch Division One North
- Witham Town, thăng hạng nhờ thắng play-off Division One North

### Bảng xếp hạng
| XH | Đội                                        | Tr | T  | H  | T  | BT | BB | HS  | Đ    | Lên hay xuống hạng                     |
| -- | ------------------------------------------ | -- | -- | -- | -- | -- | -- | --- | ---- | -------------------------------------- |
| 1  | Bản mẫu:Fb team Maidstone United (C) (P)   | 46 | 29 | 11 | 6  | 85 | 41 | +44 | 98   | Lên chơi tạithe National League South  |
| 2  | Bản mẫu:Fb team Hendon                     | 46 | 27 | 14 | 5  | 82 | 55 | +27 | 95   | Đủ điều kiện tham dựthe Play-offs      |
| 3  | Bản mẫu:Fb team Margate (O) (P)            | 46 | 25 | 10 | 11 | 94 | 58 | +36 | 85   | Đủ điều kiện tham dựthe Play-offs      |
| 4  | Bản mẫu:Fb team Dulwich Hamlet             | 46 | 21 | 13 | 12 | 66 | 51 | +15 | 76   | Đủ điều kiện tham dựthe Play-offs      |
| 5  | Bản mẫu:Fb team Metropolitan Police        | 46 | 21 | 12 | 13 | 72 | 51 | +21 | 75   | Đủ điều kiện tham dựthe Play-offs      |
| 6  | Bản mẫu:Fb team Grays Athletic             | 46 | 22 | 8  | 16 | 70 | 57 | +13 | 74   |                                        |
| 7  | Bản mẫu:Fb team Enfield Town               | 46 | 24 | 4  | 18 | 70 | 56 | +14 | 073‡ |                                        |
| 8  | Bản mẫu:Fb team Billericay Town            | 46 | 20 | 8  | 18 | 73 | 65 | +8  | 68   |                                        |
| 9  | Bản mẫu:Fb team Leiston                    | 46 | 18 | 13 | 15 | 73 | 58 | +15 | 67   |                                        |
| 10 | Bản mẫu:Fb team Leatherhead                | 46 | 19 | 10 | 17 | 72 | 62 | +10 | 67   |                                        |
| 11 | Bản mẫu:Fb team Kingstonian                | 46 | 18 | 13 | 15 | 63 | 56 | +7  | 67   |                                        |
| 12 | Bản mẫu:Fb team Wingate & Finchley         | 46 | 20 | 7  | 19 | 72 | 70 | +2  | 67   |                                        |
| 13 | Bản mẫu:Fb team East Thurrock United       | 46 | 17 | 15 | 14 | 66 | 71 | −5  | 66   |                                        |
| 14 | Bản mẫu:Fb team Bognor Regis Town          | 46 | 17 | 12 | 17 | 71 | 64 | +7  | 63   |                                        |
| 15 | Bản mẫu:Fb team Hampton & Richmond Borough | 46 | 16 | 9  | 21 | 62 | 79 | −17 | 57   |                                        |
| 16 | Bản mẫu:Fb team Harrow Borough             | 46 | 15 | 8  | 23 | 64 | 77 | −13 | 53   |                                        |
| 17 | Bản mẫu:Fb team Canvey Island              | 46 | 14 | 11 | 21 | 61 | 77 | −16 | 53   |                                        |
| 18 | VCD Athletic                               | 46 | 14 | 11 | 21 | 53 | 70 | −17 | 53   |                                        |
| 19 | Bản mẫu:Fb team Lewes                      | 46 | 14 | 11 | 21 | 45 | 67 | −22 | 53   |                                        |
| 20 | Bản mẫu:Fb team Tonbridge Angels           | 46 | 13 | 13 | 20 | 63 | 67 | −4  | 52   |                                        |
| 21 | Bản mẫu:Fb team Peacehaven & Telscombe (R) | 46 | 13 | 9  | 24 | 58 | 85 | −27 | 48   | Xuống chơi tạiDivision One North/South |
| 22 | Witham Town (R)                            | 46 | 9  | 15 | 22 | 61 | 84 | −23 | 42   | Xuống chơi tạiDivision One North/South |
| 23 | Bản mẫu:Fb team AFC Hornchurch (R)         | 46 | 10 | 10 | 26 | 46 | 70 | −24 | 40   | Xuống chơi tạiDivision One North/South |
| 24 | Bản mẫu:Fb team Bury Town (R)              | 46 | 7  | 11 | 28 | 35 | 86 | −51 | 32   | Xuống chơi tạiDivision One North/South |

Cập nhật đến 16:16, ngày 25 tháng 4 năm 2015 (UTC)
Nguồn: http://www.isthmian.co.uk/tables.php
Quy tắc xếp hạng: 1. Điểm; 2. Hiệu số bàn thắng; 3. Số bàn thắng.
Enfield Town deducted three points for fielding an ineligible player.
(VĐ) = Vô địch; (XH) = Xuống hạng; (LH) = Lên hạng; (O) = Thắng trận Play-off; (A) = Lọt vào vòng sau. 
Chỉ được áp dụng khi mùa giải chưa kết thúc: 
(Q) = Lọt vào vòng đấu cụ thể của giải đấu đã nêu; (TQ) = Giành vé dự giải đấu, nhưng chưa tới vòng đấu đã nêu.

#### Play-offs
|  | Bán kết | Bán kết             | Bán kết |         |   | Chung kết | Chung kết | Chung kết |  |
|  |         |                     |         |         |   |           |           |           |  |
|  | 2       | Hendon              | 2       |         |   |           |           |           |  |
|  | 2       | Hendon              | 2       |         |   |           |           |           |  |
|  | 5       | Metropolitan Police | 1       |         |   |           |           |           |  |
|  | 5       | Metropolitan Police | 1       |         | 2 | Hendon    | 0         |           |  |
|  |         |                     |         |         | 2 | Hendon    | 0         |           |  |
|  |         |                     | 3       | Margate | 1 |           |           |           |  |
|  | 3       | Margate             | 3       | Margate | 1 | 2         |           |           |  |
|  | 3       | Margate             |         |         |   |           |           |           |  |
|  | 4       | Dulwich Hamlet      | 1       |         |   |           |           |           |  |

Câu lạc bộ Enfield Town bị cấm thi đấu play-off vì sử dụng cầu thủ không đủ điều kiện thi đấu, họ được thay thế bởi đội bóng Metropolitan Police tham dự play-off.

#### Bán kết
| 14 tháng 5 năm 2015 | Hendon                      | 2–1 | Metropolitan Police | Earlsmead Stadium, South Harrow |  |
| 19:45               | Maclaren 32' · Da Costa 47' |     | Collins 17' (ph.đ.) |                                 |  |

| 14 tháng 5 năm 2015 | Margate               | 2–1 | Dulwich Hamlet | Hartsdown Park, Margate |  |
| 19:45               | Moss 41' · Taylor 77' |     | Clunis 68'     |                         |  |

### Các kết quả chi tiết
| S.nhà ╲ S.khách                            | Bản mẫu:Fb team AFC Hornchurch | Bản mẫu:Fb team Billericay Town | Bản mẫu:Fb team Bognor Regis Town | Bản mẫu:Fb team Bury Town | Bản mẫu:Fb team Canvey Island | Bản mẫu:Fb team Dulwich Hamlet | Bản mẫu:Fb team East Thurrock United | Bản mẫu:Fb team Enfield Town | Bản mẫu:Fb team Grays Athletic | Bản mẫu:Fb team Hampton & Richmond Borough | Bản mẫu:Fb team Harrow Borough | Bản mẫu:Fb team Hendon | Bản mẫu:Fb team Kingstonian | Bản mẫu:Fb team Leatherhead | Bản mẫu:Fb team Leiston | Bản mẫu:Fb team Lewes | Bản mẫu:Fb team Maidstone United | Bản mẫu:Fb team Margate | Bản mẫu:Fb team Metropolitan Police | Bản mẫu:Fb team Peacehaven & Telscombe | Bản mẫu:Fb team Tonbridge Angels | VCD | Bản mẫu:Fb team Wingate & Finchley | WIT |
| Bản mẫu:Fb team AFC Hornchurch             |                                | 2–2                             | 0–0                               | 1–1                       | 2–0                           | 1–0                            | 1–1                                  | 0–1                          | 2–0                            | 0–1                                        | 1–3                            | 0–2                    | 0–0                         | 1–3                         | 1–1                     | 0–1                   | 0–2                              | 0–2                     | 2–2                                 | 1–1                                    | 0–0                              | 2–0 | 0–1                                | 2–1 |
| Bản mẫu:Fb team Billericay Town            | 3–1                            |                                 | 1–2                               | 4–1                       | 0–1                           | 2–1                            | 2–0                                  | 5–0                          | 2–0                            | 1–1                                        | 0–1                            | 0–2                    | 0–2                         | 2–0                         | 4–0                     | 2–2                   | 1–3                              | 4–3                     | 3–0                                 | 1–1                                    | 3–3                              | 2–1 | 2–3                                | 3–0 |
| Bản mẫu:Fb team Bognor Regis Town          | 1–2                            | 1–1                             |                                   | 1–1                       | 2–1                           | 4–0                            | 0–1                                  | 2–1                          | 1–2                            | 3–0                                        | 2–0                            | 4–1                    | 1–1                         | 1–2                         | 2–2                     | 1–2                   | 3–4                              | 0–1                     | 2–0                                 | 3–1                                    | 0–0                              | 2–1 | 3–2                                | 5–2 |
| Bản mẫu:Fb team Bury Town                  | 1–4                            | 2–1                             | 1–1                               |                           | 1–0                           | 1–3                            | 0–1                                  | 1–1                          | 0–2                            | 0–2                                        | 2–1                            | 1–3                    | 0–3                         | 1–1                         | 0–0                     | 0–2                   | 1–2                              | 1–4                     | 2–1                                 | 1–2                                    | 2–1                              | 2–3 | 1–2                                | 0–0 |
| Bản mẫu:Fb team Canvey Island              | 0–3                            | 1–0                             | 3–1                               | 3–4                       |                               | 1–2                            | 1–2                                  | 2–1                          | 1–1                            | 0–4                                        | 1–0                            | 0–1                    | 1–3                         | 1–1                         | 1–3                     | 1–1                   | 1–2                              | 2–2                     | 4–4                                 | 2–1                                    | 5–2                              | 1–0 | 3–2                                | 1–1 |
| Bản mẫu:Fb team Dulwich Hamlet             | 2–0                            | 2–1                             | 0–1                               | 3–0                       | 0–3                           |                                | 3–3                                  | 2–1                          | 2–0                            | 2–2                                        | 3–2                            | 0–0                    | 2–1                         | 4–1                         | 1–2                     | 2–0                   | 0–0                              | 2–1                     | 0–0                                 | 3–1                                    | 2–0                              | 1–2 | 3–3                                | 1–0 |
| Bản mẫu:Fb team East Thurrock United       | 1–0                            | 2–1                             | 1–1                               | 1–1                       | 1–0                           | 2–2                            |                                      | 1–1                          | 0–2                            | 1–0                                        | 1–3                            | 1–1                    | 0–1                         | 1–1                         | 1–0                     | 0–0                   | 1–1                              | 1–1                     | 0–5                                 | 4–0                                    | 2–1                              | 3–2 | 0–0                                | 2–1 |
| Bản mẫu:Fb team Enfield Town               | 3–2                            | 4–0                             | 2–0                               | 1–0                       | 3–2                           | 0–1                            | 0–2                                  |                              | 2–2                            | 1–0                                        | 5–0                            | 1–0                    | 2–5                         | 3–1                         | 0–2                     | 3–0                   | 0–4                              | 3–1                     | 1–0                                 | 1–0                                    | 2–1                              | 1–0 | 2–3                                | 2–0 |
| Bản mẫu:Fb team Grays Athletic             | 1–0                            | 2–0                             | 0–1                               | 2–0                       | 1–2                           | 1–0                            | 1–3                                  | 3–1                          |                                | 3–2                                        | 2–1                            | 0–0                    | 3–1                         | 1–1                         | 1–1                     | 1–3                   | 0–0                              | 0–2                     | 0–1                                 | 1–0                                    | 3–1                              | 1–1 | 3–2                                | 4–0 |
| Bản mẫu:Fb team Hampton & Richmond Borough | 2–1                            | 1–2                             | 1–1                               | 1–0                       | 1–2                           | 1–0                            | 2–1                                  | 1–0                          | 0–4                            |                                            | 2–1                            | 2–2                    | 2–0                         | 1–5                         | 4–6                     | 2–1                   | 2–1                              | 2–0                     | 2–2                                 | 1–3                                    | 0–1                              | 2–1 | 1–4                                | 2–4 |
| Bản mẫu:Fb team Harrow Borough             | 0–3                            | 1–2                             | 1–2                               | 3–1                       | 1–0                           | 1–3                            | 2–4                                  | 2–0                          | 1–4                            | 1–2                                        |                                | 2–2                    | 2–0                         | 3–2                         | 2–0                     | 1–1                   | 1–1                              | 1–2                     | 2–2                                 | 2–0                                    | 0–1                              | 2–0 | 5–1                                | 3–3 |
| Bản mẫu:Fb team Hendon                     | 4–2                            | 1–1                             | 1–0                               | 2–0                       | 1–0                           | 2–2                            | 1–1                                  | 0–3                          | 3–2                            | 2–2                                        | 2–0                            |                        | 3–1                         | 2–0                         | 2–1                     | 2–1                   | 2–1                              | 3–2                     | 2–1                                 | 3–2                                    | 1–0                              | 1–1 | 3–1                                | 2–0 |
| Bản mẫu:Fb team Kingstonian                | 1–0                            | 2–2                             | 1–2                               | 0–0                       | 1–1                           | 1–1                            | 2–2                                  | 0–1                          | 0–2                            | 1–1                                        | 0–1                            | 2–2                    |                             | 2–2                         | 0–1                     | 3–0                   | 0–1                              | 3–3                     | 3–1                                 | 3–0                                    | 1–0                              | 0–1 | 3–2                                | 2–1 |
| Bản mẫu:Fb team Leatherhead                | 2–1                            | 0–1                             | 4–3                               | 4–0                       | 1–0                           | 2–0                            | 2–1                                  | 0–2                          | 3–1                            | 3–1                                        | 0–1                            | 2–3                    | 1–2                         |                             | 1–0                     | 0–1                   | 1–1                              | 1–0                     | 1–1                                 | 2–2                                    | 1–2                              | 0–1 | 2–0                                | 1–2 |
| Bản mẫu:Fb team Leiston                    | 4–0                            | 2–1                             | 3–2                               | 0–1                       | 1–1                           | 0–2                            | 1–2                                  | 2–2                          | 3–0                            | 2–0                                        | 0–0                            | 0–1                    | 0–1                         | 1–2                         |                         | 3–0                   | 2–2                              | 0–1                     | 1–1                                 | 5–0                                    | 2–1                              | 1–2 | 2–0                                | 1–1 |
| Bản mẫu:Fb team Lewes                      | 2–2                            | 0–2                             | 1–0                               | 1–0                       | 1–2                           | 1–0                            | 3–2                                  | 2–1                          | 3–2                            | 0–0                                        | 0–1                            | 1–2                    | 1–0                         | 0–1                         | 0–2                     |                       | 0–2                              | 1–5                     | 2–0                                 | 2–2                                    | 0–0                              | 2–2 | 3–0                                | 2–2 |
| Bản mẫu:Fb team Maidstone United           | 2–0                            | 3–0                             | 2–1                               | 1–0                       | 5–2                           | 1–1                            | 3–2                                  | 0–3                          | 2–1                            | 2–0                                        | 2–1                            | 1–1                    | 4–1                         | 2–1                         | 4–1                     | 2–1                   |                                  | 2–1                     | 3–1                                 | 2–0                                    | 1–1                              | 2–0 | 3–0                                | 1–1 |
| Bản mẫu:Fb team Margate                    | 5–1                            | 5–1                             | 3–1                               | 3–0                       | 4–2                           | 1–2                            | 3–1                                  | 0–3                          | 3–0                            | 1–0                                        | 3–3                            | 4–4                    | 2–0                         | 1–0                         | 1–1                     | 3–0                   | 1–0                              |                         | 2–1                                 | 1–2                                    | 2–2                              | 0–3 | 0–0                                | 2–1 |
| Bản mẫu:Fb team Metropolitan Police        | 2–1                            | 2–1                             | 2–0                               | 4–1                       | 1–1                           | 0–0                            | 5–0                                  | 1–0                          | 0–1                            | 3–0                                        | 1–0                            | 2–0                    | 0–0                         | 3–3                         | 3–1                     | 2–0                   | 2–0                              | 0–3                     |                                     | 2–0                                    | 2–1                              | 1–0 | 1–2                                | 3–1 |
| Bản mẫu:Fb team Peacehaven & Telscombe     | 2–1                            | 0–2                             | 1–1                               | 1–0                       | 0–1                           | 0–1                            | 4–3                                  | 0–2                          | 2–5                            | 2–4                                        | 4–1                            | 2–0                    | 1–2                         | 2–5                         | 0–4                     | 2–0                   | 1–1                              | 0–2                     | 2–0                                 |                                        | 4–1                              | 1–1 | 1–2                                | 3–3 |
| Bản mẫu:Fb team Tonbridge Angels           | 4–0                            | 0–1                             | 1–1                               | 1–1                       | 4–1                           | 2–2                            | 3–1                                  | 2–1                          | 1–2                            | 2–0                                        | 1–1                            | 3–3                    | 0–2                         | 0–3                         | 1–2                     | 2–0                   | 1–0                              | 2–2                     | 0–2                                 | 1–2                                    |                                  | 4–1 | 1–2                                | 3–0 |
| VCD Athletic                               | 0–2                            | 2–0                             | 1–3                               | 1–1                       | 2–2                           | 0–3                            | 2–2                                  | 2–1                          | 1–2                            | 2–1                                        | 3–2                            | 1–3                    | 1–1                         | 2–0                         | 2–2                     | 2–0                   | 0–2                              | 0–3                     | 1–1                                 | 0–2                                    | 0–3                              |     | 2–0                                | 2–0 |
| Bản mẫu:Fb team Wingate & Finchley         | 1–0                            | 0–1                             | 4–1                               | 4–0                       | 2–0                           | 3–0                            | 3–4                                  | 1–0                          | 1–0                            | 2–2                                        | 3–1                            | 1–2                    | 1–2                         | 0–0                         | 3–4                     | 2–0                   | 0–2                              | 1–1                     | 0–2                                 | 1–1                                    | 2–0                              | 2–0 |                                    | 3–2 |
| Witham Town                                | 2–1                            | 2–3                             | 2–2                               | 4–1                       | 1–1                           | 0–0                            | 2–0                                  | 1–2                          | 1–1                            | 3–2                                        | 3–1                            | 1–2                    | 2–3                         | 2–3                         | 1–1                     | 1–1                   | 1–3                              | 1–2                     | 0–2                                 | 1–0                                    | 2–2                              | 1–1 | 1–0                                |     |

Cập nhật lần cuối: ngày 25 tháng 4 năm 2015.
Nguồn: IL Premier Division results grid
1 ^ Đội chủ nhà được liệt kê ở cột bên tay trái.
Màu sắc: Xanh = Chủ nhà thắng; Vàng = Hòa; Đỏ = Đội khách thắng.

### Sân vận động và địa điểm
| Đội bóng                   | Sân vận động                                        | Sức chứa |
| -------------------------- | --------------------------------------------------- | -------- |
| AFC Hornchurch             | Hornchurch Stadium                                  | 3,500    |
| Billericay Town            | New Lodge                                           | 3,500    |
| Bognor Regis Town          | Nyewood Lane                                        | 4,500    |
| Bury Town                  | Ram Meadow                                          | 3,500    |
| Canvey Island              | Park Lane                                           | 4,500    |
| Dulwich Hamlet             | Champion Hill                                       | 3,000    |
| East Thurrock United       | Rookery Hill                                        | 4,000    |
| Enfield Town               | Queen Elizabeth II Stadium                          | 2,500    |
| Grays Athletic             | The Mill Field (groundshare with Aveley)            | 1,100    |
| Hampton & Richmond Borough | Beveree Stadium                                     | 3,500    |
| Harrow Borough             | Earlsmead Stadium                                   | 3,070    |
| Hendon                     | Earlsmead Stadium (groundshare with Harrow Borough) | 3,070    |
| Kingstonian                | Kingsmeadow (groundshare with AFC Wimbledon)        | 4,850    |
| Leatherhead                | Fetcham Grove                                       | 3,400    |
| Leiston                    | Victory Road                                        | 2,500    |
| Lewes                      | The Dripping Pan                                    | 3,000    |
| Maidstone United           | Gallagher Stadium                                   | 2,500    |
| Margate                    | Hartsdown Park                                      | 2,100    |
| Metropolitan Police        | Imber Court                                         | 3,000    |
| Peacehaven & Telscombe     | The Sports Park                                     | 1,500    |
| Tonbridge Angels           | Longmead Stadium                                    | 5,000    |
| VCD Athletic               | Oakwood                                             | 1,180    |
| Wingate & Finchley         | The Harry Abrahams Stadium                          | 1,500    |
| Witham Town                | Spa Road                                            | 2,500    |

### Tốp ghi bàn
Tính đến ngày 14 tháng 2 năm 2015
| Vị trí | Cầu thủ               | Câu lạc bộ                 | Số bàn thắng |
| ------ | --------------------- | -------------------------- | ------------ |
| 1      | Sam Higgins           | East Thurrock United       | 28           |
| 2      | David Knight          | Wingate & Finchley         | 23           |
| 3      | Kieran Bishop         | AFC Hornchurch             | 19           |
| 3      | Ryan Moss             | Margate                    | 19           |
| 5      | Charles Moone         | Hampton & Richmond Borough | 17           |
| 5      | Freddie Ladapo        | Margate                    | 17           |
| 5      | Kiernan Hughes-Mason  | Leatherhead                | 17           |
| 5      | Leon Smith            | Hendon                     | 17           |
| 9      | Frannie Collin        | Maidstone United           | 16           |
| 9      | Oliver Pearce         | Bognor Regis Town          | 16           |
| 11     | Daniel Moody          | Harrow Borough             | 15           |
| 11     | Vasileios Karagiannis | Leatherhead                | 15           |
| 13     | Kezie Ibe             | Hendon                     | 14           |
| 14     | Gareth Heath          | Leiston                    | 13           |
| 14     | George Purcell        | AFC Hornchurch             | 13           |

## Division One North
Division One North có 4 câu lạc bộ mới, có tất cả 24 câu lạc bộ:
- Brightlingsea Regent, Thăng hạng nhờ giành á quân Eastern Counties League
- Cray Wanderers, xuống hạng từ Premier Division
- Great Wakering Rovers, thăng hạng nhờ vô địch Essex Senior League
- Thamesmead Town, xuống hạng từ Premier Division

### Bảng xếp hạng
| XH | Đội                                    | Tr | T  | H  | T  | BT  | BB  | HS  | Đ    | Lên hay xuống hạng                                  |
| -- | -------------------------------------- | -- | -- | -- | -- | --- | --- | --- | ---- | --------------------------------------------------- |
| 1  | Bản mẫu:Fb team Needham Market (C) (P) | 46 | 33 | 5  | 8  | 101 | 41  | +60 | 104  | Lên chơi tạithe Premier Division                    |
| 2  | Bản mẫu:Fb team Harlow Town            | 46 | 31 | 10 | 5  | 108 | 58  | +50 | 103  | Đủ điều kiện tham dựthe Play-offs                   |
| 3  | Bản mẫu:Fb team A.F.C. Sudbury         | 46 | 28 | 6  | 12 | 89  | 51  | +38 | 90   | Đủ điều kiện tham dựthe Play-offs                   |
| 4  | Bản mẫu:Fb team Brentwood Town (O) (P) | 46 | 25 | 10 | 11 | 83  | 63  | +20 | 85   | Đủ điều kiện tham dựthe Play-offs                   |
| 5  | Bản mẫu:Fb team Thurrock               | 46 | 25 | 9  | 12 | 104 | 57  | +47 | 84   | Đủ điều kiện tham dựthe Play-offs                   |
| 6  | Brightlingsea Regent                   | 46 | 25 | 7  | 14 | 88  | 57  | +31 | 82   |                                                     |
| 7  | Dereham Town                           | 46 | 25 | 6  | 15 | 82  | 63  | +19 | 81   |                                                     |
| 8  | Wroxham                                | 46 | 23 | 10 | 13 | 97  | 58  | +39 | 79   |                                                     |
| 9  | Bản mẫu:Fb team Aveley                 | 46 | 21 | 7  | 18 | 86  | 75  | +11 | 70   |                                                     |
| 10 | Bản mẫu:Fb team Ware                   | 46 | 16 | 16 | 14 | 76  | 60  | +16 | 64   | Transferred to Southern League Division One Central |
| 11 | Bản mẫu:Fb team Soham Town Rangers     | 46 | 19 | 6  | 21 | 74  | 86  | −12 | 63   |                                                     |
| 12 | Bản mẫu:Fb team Heybridge Swifts       | 46 | 17 | 11 | 18 | 70  | 75  | −5  | 62   |                                                     |
| 13 | Bản mẫu:Fb team Thamesmead Town        | 46 | 16 | 10 | 20 | 61  | 69  | −8  | 58   |                                                     |
| 14 | Bản mẫu:Fb team Tilbury                | 46 | 16 | 10 | 20 | 64  | 76  | −12 | 58   |                                                     |
| 15 | Great Wakering Rovers                  | 46 | 14 | 10 | 22 | 80  | 87  | −7  | 52   |                                                     |
| 16 | Bản mẫu:Fb team Cray Wanderers         | 46 | 14 | 10 | 22 | 77  | 86  | −9  | 52   |                                                     |
| 17 | Bản mẫu:Fb team Waltham Abbey          | 46 | 14 | 10 | 22 | 76  | 90  | −14 | 52   |                                                     |
| 18 | Bản mẫu:Fb team Cheshunt               | 46 | 13 | 13 | 20 | 63  | 78  | −15 | 52   |                                                     |
| 19 | Bản mẫu:Fb team Maldon & Tiptree       | 46 | 13 | 10 | 23 | 57  | 78  | −21 | 49   |                                                     |
| 20 | Bản mẫu:Fb team Romford                | 46 | 13 | 9  | 24 | 69  | 99  | −30 | 48   |                                                     |
| 21 | Bản mẫu:Fb team Chatham Town           | 46 | 12 | 11 | 23 | 52  | 75  | −23 | 47   | Transferred to Division One South                   |
| 22 | Barkingside                            | 46 | 12 | 9  | 25 | 59  | 98  | −39 | 045† |                                                     |
| 23 | Bản mẫu:Fb team Redbridge              | 46 | 13 | 6  | 27 | 64  | 111 | −47 | 045† |                                                     |
| 24 | Burnham Ramblers (R)                   | 46 | 5  | 7  | 34 | 50  | 138 | −88 | 22   | Xuống chơi tạiLevel 9                               |

Cập nhật đến 20:18, ngày 4 tháng 6 năm 2015 (UTC)
Nguồn: http://www.isthmian.co.uk/tables.php
† Barkingside and Redbridge were reprieved from relegation.
Quy tắc xếp hạng: 1. Điểm; 2. Hiệu số bàn thắng; 3. Số bàn thắng.
(VĐ) = Vô địch; (XH) = Xuống hạng; (LH) = Lên hạng; (O) = Thắng trận Play-off; (A) = Lọt vào vòng sau. 
Chỉ được áp dụng khi mùa giải chưa kết thúc: 
(Q) = Lọt vào vòng đấu cụ thể của giải đấu đã nêu; (TQ) = Giành vé dự giải đấu, nhưng chưa tới vòng đấu đã nêu.

#### Play-offs
|  | Bán kết | Bán kết        | Bán kết |          |   | Chung kết      | Chung kết | Chung kết |  |
|  |         |                |         |          |   |                |           |           |  |
|  | 2       | Harlow Town    | 3       |          |   |                |           |           |  |
|  | 2       | Harlow Town    | 3       |          |   |                |           |           |  |
|  | 5       | Thurrock       | 4       |          |   |                |           |           |  |
|  | 5       | Thurrock       | 4       |          | 4 | Brentwood Town | 5         |           |  |
|  |         |                |         |          | 4 | Brentwood Town | 5         |           |  |
|  |         |                | 5       | Thurrock | 0 |                |           |           |  |
|  | 3       | AFC Sudbury    | 5       | Thurrock | 0 | 2 (1)          |           |           |  |
|  | 3       | AFC Sudbury    |         |          |   |                |           |           |  |
|  | 4       | Brentwood Town | 2 (4)   |          |   |                |           |           |  |

### Các kết quả chi tiết
| S.nhà ╲ S.khách                    | Bản mẫu:Fb team A.F.C. Sudbury | Bản mẫu:Fb team Aveley | BAR | Bản mẫu:Fb team Brentwood Town | BRI | BUR | Bản mẫu:Fb team Chatham Town | Bản mẫu:Fb team Cheshunt | Bản mẫu:Fb team Cray Wanderers | DER | GWR | Bản mẫu:Fb team Harlow Town | Bản mẫu:Fb team Heybridge Swifts | Bản mẫu:Fb team Maldon & Tiptree | Bản mẫu:Fb team Needham Market | Bản mẫu:Fb team Redbridge | Bản mẫu:Fb team Romford | Bản mẫu:Fb team Soham Town Rangers | Bản mẫu:Fb team Thamesmead Town | Bản mẫu:Fb team Thurrock | Bản mẫu:Fb team Tilbury | Bản mẫu:Fb team Waltham Abbey | Bản mẫu:Fb team Ware | WRO |
| Bản mẫu:Fb team A.F.C. Sudbury     |                                | 0–3                    | 5–1 | 0–1                            | 0–1 | 2–1 | 2–0                          | 1–3                      | 2–1                            | 0–2 | 6–1 | 1–1                         | 1–0                              | 1–0                              | 1–3                            | 5–0                       | 3–0                     | 3–1                                | 3–3                             | 2–6                      | 4–0                     | 3–0                           | 3–2                  | 1–0 |
| Bản mẫu:Fb team Aveley             | 3–0                            |                        | 0–2 | 1–1                            | 0–3 | 3–0 | 2–1                          | 1–0                      | 3–2                            | 3–1 | 3–1 | 1–2                         | 2–1                              | 1–1                              | 2–0                            | 7–0                       | 4–4                     | 3–1                                | 3–3                             | 0–4                      | 0–2                     | 0–2                           | 2–3                  | 0–5 |
| Barkingside                        | 0–3                            | 0–1                    |     | 4–2                            | 1–2 | 2–0 | 1–0                          | 3–2                      | 1–1                            | 0–2 | 2–3 | 1–2                         | 2–1                              | 1–0                              | 0–1                            | 1–1                       | 1–1                     | 2–1                                | 0–2                             | 0–2                      | 0–2                     | 0–5                           | 1–1                  | 1–2 |
| Bản mẫu:Fb team Brentwood Town     | 1–4                            | 3–1                    | 1–3 |                                | 2–1 | 4–2 | 2–2                          | 0–0                      | 3–3                            | 0–1 | 3–0 | 1–2                         | 3–3                              | 2–0                              | 1–3                            | 1–0                       | 1–0                     | 2–2                                | 1–1                             | 0–3                      | 1–0                     | 3–2                           | 0–2                  | 5–1 |
| Brightlingsea Regent               | 3–0                            | 0–2                    | 1–1 | 0–2                            |     | 1–1 | 0–2                          | 0–1                      | 2–4                            | 2–0 | 4–1 | 1–1                         | 0–2                              | 2–0                              | 1–0                            | 4–0                       | 3–1                     | 1–0                                | 5–0                             | 3–1                      | 5–0                     | 1–1                           | 1–0                  | 2–0 |
| Burnham Ramblers                   | 0–3                            | 0–4                    | 3–3 | 0–2                            | 2–3 |     | 1–2                          | 3–3                      | 0–4                            | 0–2 | 1–6 | 2–4                         | 1–4                              | 2–1                              | 0–3                            | 3–4                       | 0–3                     | 1–2                                | 3–2                             | 1–3                      | 2–1                     | 3–4                           | 1–5                  | 2–2 |
| Bản mẫu:Fb team Chatham Town       | 0–1                            | 0–5                    | 2–0 | 0–1                            | 5–1 | 1–0 |                              | 1–1                      | 1–0                            | 3–1 | 0–0 | 1–2                         | 0–1                              | 1–0                              | 0–5                            | 2–1                       | 0–2                     | 3–1                                | 2–2                             | 1–5                      | 0–1                     | 0–0                           | 1–1                  | 2–3 |
| Bản mẫu:Fb team Cheshunt           | 0–1                            | 2–1                    | 5–2 | 2–3                            | 1–5 | 0–0 | 0–0                          |                          | 1–1                            | 0–1 | 0–0 | 0–2                         | 2–1                              | 2–4                              | 0–2                            | 3–5                       | 0–1                     | 2–3                                | 0–0                             | 2–0                      | 2–1                     | 2–2                           | 2–1                  | 1–3 |
| Bản mẫu:Fb team Cray Wanderers     | 1–5                            | 3–3                    | 4–2 | 2–3                            | 0–3 | 2–0 | 3–0                          | 1–4                      |                                | 2–3 | 3–1 | 2–2                         | 3–0                              | 1–2                              | 1–3                            | 1–4                       | 2–1                     | 1–1                                | 1–1                             | 0–3                      | 4–1                     | 4–0                           | 1–1                  | 2–3 |
| Dereham Town                       | 3–1                            | 2–1                    | 1–2 | 2–1                            | 2–1 | 7–0 | 1–1                          | 0–3                      | 0–2                            |     | 1–4 | 0–1                         | 4–2                              | 3–1                              | 3–1                            | 4–0                       | 2–1                     | 1–1                                | 0–1                             | 2–1                      | 4–1                     | 1–0                           | 0–0                  | 2–0 |
| Great Wakering Rovers              | 1–5                            | 2–2                    | 2–0 | 1–2                            | 1–3 | 0–1 | 1–2                          | 3–2                      | 0–2                            | 2–2 |     | 2–4                         | 1–0                              | 1–2                              | 2–2                            | 6–2                       | 3–0                     | 4–1                                | 4–0                             | 2–2                      | 2–2                     | 1–1                           | 1–2                  | 0–4 |
| Bản mẫu:Fb team Harlow Town        | 0–0                            | 3–1                    | 5–2 | 1–1                            | 4–0 | 4–2 | 2–1                          | 5–1                      | 0–2                            | 6–3 | 3–1 |                             | 2–3                              | 3–1                              | 2–1                            | 4–0                       | 3–1                     | 1–0                                | 2–1                             | 1–1                      | 2–2                     | 4–1                           | 3–2                  | 1–1 |
| Bản mẫu:Fb team Heybridge Swifts   | 2–3                            | 4–3                    | 1–1 | 2–0                            | 1–1 | 1–0 | 1–1                          | 0–0                      | 2–1                            | 2–4 | 2–1 | 2–4                         |                                  | 1–1                              | 1–0                            | 1–1                       | 2–3                     | 3–3                                | 1–1                             | 0–2                      | 2–2                     | 1–0                           | 2–4                  | 1–1 |
| Bản mẫu:Fb team Maldon & Tiptree   | 0–1                            | 2–1                    | 1–1 | 1–2                            | 0–3 | 1–1 | 0–2                          | 2–2                      | 3–1                            | 1–1 | 3–5 | 1–0                         | 0–3                              |                                  | 1–1                            | 3–2                       | 2–1                     | 1–2                                | 2–0                             | 0–0                      | 1–2                     | 4–2                           | 2–2                  | 1–2 |
| Bản mẫu:Fb team Needham Market     | 1–0                            | 3–0                    | 4–1 | 1–2                            | 4–1 | 5–0 | 2–1                          | 4–2                      | 3–0                            | 1–1 | 1–0 | 2–2                         | 1–2                              | 4–2                              |                                | 1–0                       | 6–2                     | 2–0                                | 2–0                             | 2–0                      | 5–3                     | 2–1                           | 0–1                  | 2–0 |
| Bản mẫu:Fb team Redbridge          | 0–2                            | 2–1                    | 2–4 | 1–2                            | 1–5 | 4–3 | 4–1                          | 2–1                      | 0–1                            | 2–1 | 1–3 | 1–3                         | 2–1                              | 4–1                              | 0–3                            |                           | 2–1                     | 2–0                                | 0–2                             | 1–3                      | 2–1                     | 1–1                           | 0–0                  | 0–3 |
| Bản mẫu:Fb team Romford            | 0–1                            | 1–3                    | 5–1 | 0–5                            | 2–2 | 4–0 | 3–1                          | 2–0                      | 2–2                            | 4–2 | 0–3 | 2–2                         | 1–3                              | 0–2                              | 1–3                            | 2–1                       |                         | 1–2                                | 2–1                             | 2–2                      | 2–2                     | 1–1                           | 3–1                  | 2–2 |
| Bản mẫu:Fb team Soham Town Rangers | 1–1                            | 2–1                    | 1–5 | 0–2                            | 1–2 | 6–2 | 2–1                          | 1–2                      | 4–2                            | 2–1 | 3–1 | 0–1                         | 3–1                              | 0–2                              | 1–3                            | 5–1                       | 2–1                     |                                    | 0–1                             | 0–2                      | 4–2                     | 2–1                           | 2–2                  | 3–1 |
| Bản mẫu:Fb team Thamesmead Town    | 0–1                            | 0–1                    | 2–1 | 1–2                            | 2–0 | 1–2 | 1–1                          | 5–0                      | 2–0                            | 0–2 | 1–0 | 3–2                         | 1–0                              | 1–0                              | 2–3                            | 1–0                       | 0–1                     | 4–0                                |                                 | 2–2                      | 2–1                     | 2–0                           | 1–2                  | 0–3 |
| Bản mẫu:Fb team Thurrock           | 0–2                            | 0–2                    | 5–0 | 2–3                            | 1–3 | 5–1 | 4–2                          | 1–1                      | 1–0                            | 2–0 | 2–1 | 2–1                         | 0–1                              | 1–1                              | 0–1                            | 4–2                       | 6–2                     | 4–1                                | 3–0                             |                          | 4–0                     | 5–2                           | 1–1                  | 3–0 |
| Bản mẫu:Fb team Tilbury            | 1–1                            | 0–1                    | 2–2 | 1–0                            | 2–1 | 2–0 | 1–0                          | 1–3                      | 2–0                            | 0–2 | 0–0 | 2–3                         | 3–0                              | 2–1                              | 0–1                            | 2–2                       | 1–0                     | 3–0                                | 2–1                             | 3–4                      |                         | 1–3                           | 1–1                  | 1–2 |
| Bản mẫu:Fb team Waltham Abbey      | 1–4                            | 4–1                    | 3–1 | 3–3                            | 2–3 | 5–3 | 3–2                          | 1–0                      | 2–2                            | 1–2 | 1–3 | 1–2                         | 1–2                              | 0–2                              | 0–2                            | 4–1                       | 2–1                     | 2–3                                | 3–3                             | 1–1                      | 0–4                     |                               | 1–3                  | 2–1 |
| Bản mẫu:Fb team Ware               | 1–1                            | 2–2                    | 3–0 | 1–2                            | 2–1 | 0–0 | 2–2                          | 1–2                      | 4–1                            | 1–2 | 4–0 | 1–2                         | 2–4                              | 4–0                              | 1–2                            | 1–1                       | 4–0                     | 0–1                                | 3–2                             | 1–0                      | 0–0                     | 0–1                           |                      | 1–3 |
| Wroxham                            | 2–0                            | 1–2                    | 3–0 | 1–1                            | 1–1 | 8–0 | 3–1                          | 1–1                      | 2–1                            | 3–1 | 1–1 | 1–2                         | 3–0                              | 4–1                              | 0–0                            | 3–2                       | 8–0                     | 2–3                                | 3–0                             | 4–1                      | 0–1                     | 0–3                           | 1–1                  |     |

Cập nhật lần cuối: ngày 25 tháng 4 năm 2015.
Nguồn: IL Division One North results grid
1 ^ Đội chủ nhà được liệt kê ở cột bên tay trái.
Màu sắc: Xanh = Chủ nhà thắng; Vàng = Hòa; Đỏ = Đội khách thắng.

### Sân vận động và địa điểm
| Đội bóng              | Sân vận động                                   | Sức chứa |
| --------------------- | ---------------------------------------------- | -------- |
| A.F.C. Sudbury        | King's Marsh                                   | 2,500    |
| Aveley                | The Mill Field                                 | 1,100    |
| Barkingside           | Cricklefield Stadium (groundshare with Ilford) | 3,500    |
| Brentwood Town        | The Brentwood Centre Arena                     | 1,800    |
| Brightlingsea Regent  | North Road                                     | 1,000    |
| Burnham Ramblers      | Leslie Fields                                  | 2,000    |
| Chatham Town          | The Sports Ground                              | 5,000    |
| Cheshunt              | Cheshunt Stadium                               | 3,000    |
| Cray Wanderers        | Courage Stadium (groundshare with Bromley)     | 6,000    |
| Dereham Town          | Aldiss Park                                    | 3,000    |
| Great Wakering Rovers | Burroughs Park                                 | 2,500    |
| Harlow Town           | Barrows Farm                                   | 3,500    |
| Heybridge Swifts      | Scraley Road                                   | 3,000    |
| Maldon & Tiptree      | Wallace Binder Ground                          | 2,000    |
| Needham Market        | Bloomfields                                    | 4,000    |
| Redbridge             | Oakside                                        | 3,000    |
| Romford               | Ship Lane (groundshare with Thurrock)          | 3,500    |
| Soham Town Rangers    | Julius Martin Lane                             | 2,000    |
| Thamesmead Town       | Bayliss Avenue                                 | 6,000    |
| Thurrock              | Ship Lane                                      | 3,500    |
| Tilbury               | Chadfields                                     | 4,000    |
| Waltham Abbey         | Capershotts                                    | 3,500    |
| Ware                  | Wodson Park                                    | 3,300    |
| Wroxham               | Trafford Park                                  | 2,000    |

## Division One South
Division One South có 4 đội mới, có tất cả 24 đội bóng:
- Carshalton Athletic, xuống hạng từ Premier Division
- East Grinstead Town, thăng hạng nhờ giành á quân Sussex County League
- South Park, thăng hạng nhờ vô địch Combined Counties League
- Whyteleafe, thăng hạng nhờ vô địch Southern Counties East League

### Bảng xếp hạng
| XH | Đội                                       | Tr | T  | H  | T  | BT  | BB  | HS  | Đ    | Lên hay xuống hạng                |
| -- | ----------------------------------------- | -- | -- | -- | -- | --- | --- | --- | ---- | --------------------------------- |
| 1  | Bản mẫu:Fb team Burgess Hill Town (C) (P) | 46 | 33 | 10 | 3  | 105 | 39  | +66 | 109  | Lên chơi tạithe Premier Division  |
| 2  | Bản mẫu:Fb team Folkestone Invicta        | 46 | 29 | 11 | 6  | 106 | 47  | +59 | 98   | Đủ điều kiện tham dựthe Play-offs |
| 3  | Bản mẫu:Fb team Faversham Town            | 46 | 30 | 7  | 9  | 111 | 52  | +59 | 97   | Đủ điều kiện tham dựthe Play-offs |
| 4  | Bản mẫu:Fb team Merstham (O) (P)          | 46 | 27 | 12 | 7  | 107 | 51  | +56 | 93   | Đủ điều kiện tham dựthe Play-offs |
| 5  | Whyteleafe                                | 46 | 23 | 12 | 11 | 91  | 61  | +30 | 81   | Đủ điều kiện tham dựthe Play-offs |
| 6  | Bản mẫu:Fb team Worthing                  | 46 | 22 | 10 | 14 | 92  | 65  | +27 | 76   |                                   |
| 7  | Bản mẫu:Fb team Three Bridges             | 46 | 21 | 9  | 16 | 94  | 95  | −1  | 72   |                                   |
| 8  | Bản mẫu:Fb team Whitstable Town           | 46 | 20 | 11 | 15 | 82  | 77  | +5  | 71   |                                   |
| 9  | Bản mẫu:Fb team Herne Bay                 | 46 | 20 | 9  | 17 | 62  | 65  | −3  | 69   |                                   |
| 10 | Guernsey                                  | 46 | 19 | 7  | 20 | 92  | 94  | −2  | 64   |                                   |
| 11 | Bản mẫu:Fb team Tooting & Mitcham United  | 46 | 15 | 14 | 17 | 77  | 66  | +11 | 59   |                                   |
| 12 | Bản mẫu:Fb team Sittingbourne             | 46 | 16 | 11 | 19 | 55  | 69  | −14 | 59   |                                   |
| 13 | Bản mẫu:Fb team Corinthian-Casuals        | 46 | 16 | 10 | 20 | 64  | 82  | −18 | 58   |                                   |
| 14 | South Park                                | 46 | 16 | 8  | 22 | 76  | 105 | −29 | 56   |                                   |
| 15 | Bản mẫu:Fb team Chipstead                 | 46 | 15 | 9  | 22 | 67  | 84  | −17 | 54   |                                   |
| 16 | Bản mẫu:Fb team Hythe Town                | 46 | 14 | 11 | 21 | 82  | 79  | +3  | 53   |                                   |
| 17 | Bản mẫu:Fb team Walton & Hersham          | 46 | 14 | 11 | 21 | 59  | 75  | −16 | 53   |                                   |
| 18 | Bản mẫu:Fb team Walton Casuals            | 46 | 16 | 5  | 25 | 62  | 94  | −32 | 53   |                                   |
| 19 | Bản mẫu:Fb team Hastings United           | 46 | 12 | 12 | 22 | 57  | 70  | −13 | 48   |                                   |
| 20 | Bản mẫu:Fb team Carshalton Athletic       | 46 | 13 | 9  | 24 | 61  | 79  | −18 | 48   |                                   |
| 21 | Bản mẫu:Fb team Ramsgate                  | 46 | 13 | 9  | 24 | 61  | 86  | −25 | 48   |                                   |
| 22 | Bản mẫu:Fb team East Grinstead Town       | 46 | 13 | 6  | 27 | 55  | 94  | −39 | 045† |                                   |
| 23 | Redhill (R)                               | 46 | 10 | 11 | 25 | 69  | 101 | −32 | 41   | Xuống chơi tạiLevel 9             |
| 24 | Bản mẫu:Fb team Horsham (R)               | 46 | 10 | 6  | 30 | 50  | 107 | −57 | 36   | Xuống chơi tạiLevel 9             |

Cập nhật đến 19:07, ngày 15 tháng 5 năm 2015 (UTC)
Nguồn: http://www.isthmian.co.uk/tables.php
† East Grinstead Town were reprieved from relegation.
Quy tắc xếp hạng: 1. Điểm; 2. Hiệu số bàn thắng; 3. Số bàn thắng.
(VĐ) = Vô địch; (XH) = Xuống hạng; (LH) = Lên hạng; (O) = Thắng trận Play-off; (A) = Lọt vào vòng sau. 
Chỉ được áp dụng khi mùa giải chưa kết thúc: 
(Q) = Lọt vào vòng đấu cụ thể của giải đấu đã nêu; (TQ) = Giành vé dự giải đấu, nhưng chưa tới vòng đấu đã nêu.

#### Play-offs
|  | Bán kết | Bán kết            | Bán kết |          |   | Chung kết          | Chung kết | Chung kết |  |
|  |         |                    |         |          |   |                    |           |           |  |
|  | 2       | Folkestone Invicta | 2       |          |   |                    |           |           |  |
|  | 2       | Folkestone Invicta | 2       |          |   |                    |           |           |  |
|  | 5       | Whyteleafe         | 1       |          |   |                    |           |           |  |
|  | 5       | Whyteleafe         | 1       |          | 2 | Folkestone Invicta | 0         |           |  |
|  |         |                    |         |          | 2 | Folkestone Invicta | 0         |           |  |
|  |         |                    | 4       | Merstham | 3 |                    |           |           |  |
|  | 3       | Faversham Town     | 4       | Merstham | 3 | 0 (4)              |           |           |  |
|  | 3       | Faversham Town     |         |          |   |                    |           |           |  |
|  | 4       | Merstham           | 0 (5)   |          |   |                    |           |           |  |

### Các kết quả chi tiết
| S.nhà ╲ S.khách                          | Bản mẫu:Fb team Burgess Hill Town | Bản mẫu:Fb team Carshalton Athletic | Bản mẫu:Fb team Chipstead | Bản mẫu:Fb team Corinthian-Casuals | Bản mẫu:Fb team East Grinstead Town | Bản mẫu:Fb team Faversham Town | Bản mẫu:Fb team Folkestone Invicta | GUE | Bản mẫu:Fb team Hastings United | Bản mẫu:Fb team Herne Bay | Bản mẫu:Fb team Horsham | Bản mẫu:Fb team Hythe Town | Bản mẫu:Fb team Merstham | Bản mẫu:Fb team Ramsgate | RED | Bản mẫu:Fb team Sittingbourne | SPK | Bản mẫu:Fb team Three Bridges | Bản mẫu:Fb team Tooting & Mitcham United | Bản mẫu:Fb team Walton & Hersham | Bản mẫu:Fb team Walton Casuals | Bản mẫu:Fb team Whitstable Town | WHY | Bản mẫu:Fb team Worthing |
| Bản mẫu:Fb team Burgess Hill Town        |                                   | 2–1                                 | 3–0                       | 2–1                                | 3–1                                 | 2–1                            | 3–1                                | 3–0 | 4–1                             | 1–0                       | 7–0                     | 2–2                        | 2–0                      | 2–1                      | 3–3 | 1–0                           | 2–1 | 3–0                           | 2–1                                      | 2–2                              | 3–0                            | 5–0                             | 0–1 | 2–3                      |
| Bản mẫu:Fb team Carshalton Athletic      | 0–2                               |                                     | 0–0                       | 0–1                                | 3–1                                 | 1–2                            | 5–3                                | 1–1 | 3–0                             | 0–0                       | 0–1                     | 0–3                        | 0–3                      | 4–0                      | 3–0 | 2–0                           | 5–3 | 3–2                           | 1–2                                      | 1–0                              | 2–1                            | 1–1                             | 2–3 | 0–1                      |
| Bản mẫu:Fb team Chipstead                | 1–2                               | 2–1                                 |                           | 0–2                                | 2–0                                 | 3–1                            | 0–3                                | 3–1 | 2–1                             | 3–4                       | 0–0                     | 3–2                        | 0–1                      | 1–2                      | 2–1 | 1–2                           | 0–3 | 1–2                           | 2–2                                      | 1–1                              | 0–2                            | 3–2                             | 4–4 | 2–4                      |
| Bản mẫu:Fb team Corinthian-Casuals       | 1–1                               | 4–1                                 | 3–1                       |                                    | 1–2                                 | 1–0                            | 0–0                                | 3–1 | 1–0                             | 0–1                       | 4–0                     | 1–6                        | 0–3                      | 3–0                      | 1–5 | 0–3                           | 1–1 | 1–4                           | 1–1                                      | 2–0                              | 4–1                            | 1–2                             | 1–5 | 0–3                      |
| Bản mẫu:Fb team East Grinstead Town      | 2–3                               | 2–1                                 | 1–2                       | 4–1                                |                                     | 1–3                            | 2–0                                | 1–5 | 1–3                             | 0–1                       | 2–1                     | 2–3                        | 2–3                      | 1–1                      | 2–3 | 0–4                           | 2–1 | 2–2                           | 0–2                                      | 2–0                              | 0–2                            | 0–0                             | 0–6 | 0–1                      |
| Bản mẫu:Fb team Faversham Town           | 0–0                               | 5–0                                 | 2–1                       | 1–1                                | 3–0                                 |                                | 2–2                                | 3–0 | 1–5                             | 4–1                       | 2–0                     | 3–1                        | 1–1                      | 3–1                      | 3–2 | 3–0                           | 4–1 | 3–0                           | 1–0                                      | 5–0                              | 5–1                            | 1–3                             | 2–3 | 2–1                      |
| Bản mẫu:Fb team Folkestone Invicta       | 1–1                               | 3–1                                 | 1–0                       | 4–1                                | 3–1                                 | 1–2                            |                                    | 5–2 | 1–0                             | 2–0                       | 5–0                     | 1–0                        | 2–2                      | 5–2                      | 2–0 | 3–2                           | 6–0 | 1–2                           | 2–0                                      | 2–1                              | 2–1                            | 2–3                             | 0–0 | 2–1                      |
| Guernsey                                 | 0–2                               | 0–2                                 | 3–2                       | 3–0                                | 2–4                                 | 0–2                            | 0–0                                |     | 1–0                             | 3–4                       | 2–1                     | 0–1                        | 1–2                      | 1–1                      | 3–1 | 3–0                           | 1–3 | 8–1                           | 3–2                                      | 2–1                              | 0–3                            | 2–2                             | 3–0 | 5–2                      |
| Bản mẫu:Fb team Hastings United          | 1–2                               | 1–2                                 | 0–1                       | 0–2                                | 1–2                                 | 2–1                            | 0–2                                | 4–1 |                                 | 1–0                       | 0–2                     | 2–1                        | 1–1                      | 1–0                      | 1–1 | 1–1                           | 3–3 | 2–2                           | 0–3                                      | 1–2                              | 2–2                            | 1–1                             | 2–2 | 1–1                      |
| Bản mẫu:Fb team Herne Bay                | 0–1                               | 4–2                                 | 2–3                       | 2–1                                | 4–0                                 | 1–3                            | 2–2                                | 1–1 | 0–2                             |                           | 2–1                     | 1–0                        | 1–1                      | 1–0                      | 0–0 | 2–0                           | 2–1 | 0–6                           | 1–3                                      | 0–2                              | 3–1                            | 0–2                             | 1–3 | 1–0                      |
| Bản mẫu:Fb team Horsham                  | 2–2                               | 0–0                                 | 1–2                       | 2–1                                | 2–1                                 | 1–2                            | 0–3                                | 2–4 | 1–2                             | 0–2                       |                         | 4–1                        | 2–1                      | 3–5                      | 0–4 | 1–0                           | 0–2 | 3–4                           | 2–2                                      | 1–1                              | 1–2                            | 0–2                             | 1–3 | 0–5                      |
| Bản mẫu:Fb team Hythe Town               | 0–1                               | 2–1                                 | 1–1                       | 1–1                                | 1–2                                 | 2–1                            | 0–2                                | 6–0 | 2–0                             | 1–2                       | 4–0                     |                            | 3–3                      | 2–2                      | 4–1 | 1–2                           | 2–0 | 3–0                           | 2–2                                      | 2–3                              | 2–2                            | 2–3                             | 0–2 | 1–1                      |
| Bản mẫu:Fb team Merstham                 | 3–4                               | 2–0                                 | 4–1                       | 3–0                                | 0–1                                 | 0–2                            | 1–3                                | 8–0 | 2–1                             | 0–0                       | 2–1                     | 4–0                        |                          | 0–2                      | 4–3 | 3–1                           | 1–1 | 6–0                           | 3–2                                      | 1–1                              | 5–2                            | 3–0                             | 2–0 | 2–2                      |
| Bản mẫu:Fb team Ramsgate                 | 1–2                               | 3–1                                 | 2–3                       | 2–2                                | 3–2                                 | 0–5                            | 2–0                                | 0–0 | 0–1                             | 0–2                       | 1–1                     | 3–3                        | 2–3                      |                          | 1–0 | 0–2                           | 1–3 | 3–3                           | 1–0                                      | 0–1                              | 1–0                            | 1–3                             | 1–4 | 3–2                      |
| Redhill                                  | 1–1                               | 0–3                                 | 1–4                       | 2–3                                | 1–1                                 | 1–3                            | 1–3                                | 2–2 | 3–1                             | 2–1                       | 2–0                     | 2–2                        | 0–3                      | 1–3                      |     | 1–1                           | 3–2 | 0–2                           | 4–3                                      | 2–0                              | 0–1                            | 2–3                             | 0–1 | 1–2                      |
| Bản mẫu:Fb team Sittingbourne            | 0–4                               | 0–0                                 | 1–1                       | 1–1                                | 2–1                                 | 0–0                            | 0–3                                | 0–2 | 1–3                             | 1–1                       | 2–1                     | 2–1                        | 0–5                      | 1–1                      | 5–3 |                               | 0–2 | 2–0                           | 0–0                                      | 2–1                              | 3–4                            | 3–0                             | 0–1 | 0–0                      |
| South Park                               | 1–4                               | 3–1                                 | 2–2                       | 4–1                                | 3–1                                 | 0–4                            | 0–5                                | 1–7 | 3–2                             | 0–2                       | 2–3                     | 2–2                        | 1–1                      | 2–1                      | 1–3 | 1–3                           |     | 3–1                           | 2–2                                      | 1–0                              | 3–1                            | 2–1                             | 0–1 | 0–7                      |
| Bản mẫu:Fb team Three Bridges            | 0–0                               | 3–2                                 | 4–2                       | 2–1                                | 1–2                                 | 1–4                            | 1–1                                | 2–0 | 3–2                             | 3–2                       | 2–1                     | 3–4                        | 2–3                      | 2–1                      | 5–0 | 0–0                           | 4–0 |                               | 3–0                                      | 4–2                              | 4–2                            | 2–1                             | 2–2 | 2–6                      |
| Bản mẫu:Fb team Tooting & Mitcham United | 1–2                               | 1–1                                 | 4–2                       | 1–1                                | 0–1                                 | 2–3                            | 1–3                                | 5–2 | 1–1                             | 1–0                       | 5–0                     | 2–0                        | 1–1                      | 3–2                      | 2–2 | 2–0                           | 4–1 | 4–0                           |                                          | 1–1                              | 4–1                            | 1–1                             | 0–2 | 1–3                      |
| Bản mẫu:Fb team Walton & Hersham         | 0–2                               | 1–3                                 | 1–0                       | 2–0                                | 1–1                                 | 1–4                            | 2–6                                | 0–3 | 2–2                             | 1–1                       | 3–0                     | 4–1                        | 1–2                      | 2–1                      | 5–0 | 1–2                           | 1–1 | 1–0                           | 2–1                                      |                                  | 2–3                            | 2–0                             | 0–5 | 1–0                      |
| Bản mẫu:Fb team Walton Casuals           | 0–3                               | 0–1                                 | 2–0                       | 1–1                                | 1–1                                 | 3–3                            | 0–4                                | 2–5 | 0–2                             | 0–2                       | 0–2                     | 1–0                        | 1–2                      | 0–1                      | 2–1 | 1–2                           | 2–1 | 1–3                           | 1–0                                      | 1–0                              |                                | 3–1                             | 2–1 | 0–2                      |
| Bản mẫu:Fb team Whitstable Town          | 1–1                               | 4–1                                 | 0–1                       | 1–2                                | 2–1                                 | 1–3                            | 2–2                                | 3–4 | 1–0                             | 4–1                       | 2–1                     | 0–2                        | 1–1                      | 3–1                      | 3–1 | 4–1                           | 4–2 | 2–2                           | 0–1                                      | 3–2                              | 5–4                            |                                 | 2–2 | 1–0                      |
| Whyteleafe                               | 2–1                               | 1–0                                 | 1–1                       | 2–3                                | 5–0                                 | 2–2                            | 1–1                                | 1–0 | 0–0                             | 0–1                       | 3–4                     | 3–2                        | 1–5                      | 1–0                      | 1–1 | 2–3                           | 1–3 | 3–1                           | 2–0                                      | 1–1                              | 4–1                            | 1–1                             |     | 2–3                      |
| Bản mẫu:Fb team Worthing                 | 1–5                               | 2–2                                 | 2–1                       | 1–3                                | 2–0                                 | 1–2                            | 1–1                                | 4–3 | 2–0                             | 3–3                       | 4–1                     | 2–1                        | 0–1                      | 1–2                      | 4–0 | 1–0                           | 1–4 | 2–2                           | 1–1                                      | 1–1                              | 1–2                            | 3–1                             | 2–0 |                          |

Cập nhật lần cuối: ngày 25 tháng 4 năm 2015.
Nguồn: IL Division One South results grid
1 ^ Đội chủ nhà được liệt kê ở cột bên tay trái.
Màu sắc: Xanh = Chủ nhà thắng; Vàng = Hòa; Đỏ = Đội khách thắng.

### Sân vận động và địa điểm
| Đội bóng                                 | Sân vận động               | Sức chứa |
| ---------------------------------------- | -------------------------- | -------- |
| Bản mẫu:Fb team Burgess Hill Town        | Leylands Park              | 2,500    |
| Bản mẫu:Fb team Carshalton Athletic      | War Memorial Sports Ground | 5,000    |
| Bản mẫu:Fb team Chipstead                | High Road                  | 2,000    |
| Bản mẫu:Fb team Corinthian-Casuals       | King George's Field        | 2,700    |
| Bản mẫu:Fb team East Grinstead Town      | East Court                 | 1,000    |
| Bản mẫu:Fb team Faversham Town           | Shepherd Neame Stadium     | 2,000    |
| Bản mẫu:Fb team Folkestone Invicta       | Cheriton Road              | 4,000    |
| Guernsey                                 | Footes Lane                | 5,000    |
| Hastings United                          | The Pilot Field            | 4,050    |
| Bản mẫu:Fb team Herne Bay                | Winch's Field              | 4,000    |
| Bản mẫu:Fb team Horsham                  | Gorings Mead               | 1,500    |
| Bản mẫu:Fb team Hythe Town               | Reachfields Stadium        | 3,000    |
| Bản mẫu:Fb team Merstham                 | Moatside                   | 2,000    |
| Bản mẫu:Fb team Ramsgate                 | Southwood Stadium          | 2,500    |
| Redhill                                  | Kiln Brow                  | 2,000    |
| Bản mẫu:Fb team Sittingbourne            | Woodstock Park             | 3,000    |
| South Park                               | King George's Field        | 2,000    |
| Bản mẫu:Fb team Three Bridges            | Jubilee Field              | 1,500    |
| Bản mẫu:Fb team Tooting & Mitcham United | Imperial Fields            | 3,500    |
| Bản mẫu:Fb team Walton Casuals           | Waterside Stadium          | 2,000    |
| Bản mẫu:Fb team Walton & Hersham         | The Sports Ground          | 2,000    |
| Bản mẫu:Fb team Whitstable Town          | The Belmont Ground         | 3,000    |
| Whyteleafe                               | Church Road                | 2,000    |
| Bản mẫu:Fb team Worthing                 | Worthing Stadium           | 4,000    |

## League Cup
Isthmian League Cup 2014–15 (với tên gọi Robert Dyas Cup 2014–15 vì lý do nhà tài trợ) là mùa giải thứ 41 của giải Isthmian League Cup, đây là giải đấu Cúp dành cho các đội ở giải Isthmian League.

### Bảng lịch
| Vòng          | Thời gian thi đấu                            | Số trận | Số đội bóng |
| ------------- | -------------------------------------------- | ------- | ----------- |
| First Round   | 6 tháng 10 năm 2014 đến 12 tháng 11 năm 2014 | 32      | 64 → 32     |
| Second Round  | 11 tháng 11 năm 2014 to 22 tháng 12 năm 2014 | 16      | 32 → 16     |
| Third Round   | 4 tháng 12 năm 2014 to 9 tháng 2 năm 2015    | 8       | 16 → 8      |
| Quarterfinals | 10 tháng 2 năm 2015 to 18 tháng 2 năm 2015   | 4       | 8 → 4       |
| Semifinals    | 11 tháng 3 năm 2015                          | 2       | 4 → 2       |
| Final         | 15 tháng 4 năm 2015                          | 1       | 2 → 1       |

Isthmian League Cup có 8 đội không tham dự:
- Bognor Regis Town
- Canvey Island
- Dereham Town
- Guernsey
- Hastings United
- Soham Town Rangers
- VCD Athletic
- Wroxham

### Vòng 1
Có tất cả 64 đội bóng tham dự League Cup ngay từ vòng đầu tiên.
| Mã số trận                                | Đội nhà              | Tỷ số | Đội khách              | Số khán giả |
| ----------------------------------------- | -------------------- | ----- | ---------------------- | ----------- |
| 1                                         | AFC Sudbury          | 2–1   | Bury Town              | 139         |
| 2                                         | Aveley               | 1–2   | Redbridge              | 62          |
| 3                                         | Barkingside          | 3–1   | Thamesmead Town        | 51          |
| 4                                         | Billericay Town      | 8–2   | Great Wakering Rovers  | 107         |
| 5                                         | Burnham Ramblers     | 1–3   | Brightlingsea Regent   | 55          |
| 6                                         | Carshalton Athletic  | 1–1   | Whyteleafe             | 106         |
| Whyteleafe advance 4–2 on penalties       |                      |       |                        |             |
| 7                                         | Corinthian Casuals   | 0–3   | Kingstonian            | 151         |
| 8                                         | Dulwich Hamlet       | 2–2   | Walton & Hersham       | 133         |
| Walton & Hersham advance 4–1 on penalties |                      |       |                        |             |
| 9                                         | East Grinstead Town  | 4–2   | Three Bridges          | 79          |
| 10                                        | East Thurrock United | 0–2   | AFC Hornchurch         | 118         |
| 11                                        | Enfield Town         | 1–0   | Harrow Borough         | 112         |
| 12                                        | Grays Athletic       | 3–1   | Tilbury                | 103         |
| 13                                        | Heybridge Swifts     | 2–4   | Brentwood Town         | 62          |
| 14                                        | Leiston              | 1–1   | Needham Market         | 161         |
| Leiston advance 3–0 on penalties          |                      |       |                        |             |
| 15                                        | Lewes                | 0–1   | Peacehaven & Telscombe | 191         |

| Mã số trận                        | Đội nhà                  | Tỷ số | Đội khách                  | Số khán giả |
| --------------------------------- | ------------------------ | ----- | -------------------------- | ----------- |
| 16                                | Maidstone United         | 4–2   | Cray Wanderers             | 627         |
| 17                                | Maldon & Tiptree         | 0–1   | Witham Town                | 71          |
| 18                                | Margate                  | 2–0   | Hythe Town                 | 324         |
| 19                                | Metropolitan Police      | 1–2   | Hampton & Richmond Borough | 92          |
| 20                                | Ramsgate                 | 1–1   | Folkestone Invicta         | 128         |
| Ramsgate advance 4–3 on penalties |                          |       |                            |             |
| 21                                | Redhill                  | 1–3   | Burgess Hill Town          | 73          |
| 22                                | Sittingbourne            | 0–1   | Faversham Town             | 84          |
| 23                                | South Park               | 0–2   | Leatherhead                | 96          |
| 24                                | Thurrock                 | 5–1   | Romford                    | 76          |
| 25                                | Tonbridge Angels         | 2–1   | Chatham Town               | 182         |
| 26                                | Tooting & Mitcham United | 0–5   | Merstham                   | 161         |
| 27                                | Waltham Abbey            | 0–1   | Cheshunt                   | 92          |
| 28                                | Walton Casuals           | 2–1   | Chipstead                  | 46          |
| 29                                | Ware                     | 1–2   | Harlow Town                | 135         |
| 30                                | Whitstable Town          | 1–2   | Herne Bay                  | 233         |
| 31                                | Wingate & Finchley       | 3–4   | Hendon                     | 102         |
| 32                                | Worthing                 | 3–4   | Horsham                    | 138         |

### Vòng 2
| Mã số trận | Đội nhà                    | Tỷ số | Đội khách              | Số khán giả |
| ---------- | -------------------------- | ----- | ---------------------- | ----------- |
| 33         | AFC Sudbury                | 3–1   | Leiston                | 144         |
| 34         | Barkingside                | 0–1   | Grays Athletic         | 115         |
| 35         | Billericay Town            | 2–1   | Brentwood Town         | 108         |
| 36         | Brightlingsea Regent       | 0–2   | Witham Town            | 74          |
| 37         | Burgess Hill Town          | 5–1   | Horsham                | 137         |
| 38         | East Grinstead Town        | 2–1   | Peacehaven & Telscombe | 59          |
| 39         | Enfield Town               | 0–1   | Hendon                 | 97          |
| 40         | Hampton & Richmond Borough | 4–1   | Harlow Town            | 201         |

| Mã số trận | Đội nhà          | Tỷ số | Đội khách        | Số khán giả |
| ---------- | ---------------- | ----- | ---------------- | ----------- |
| 41         | Maidstone United | 6–0   | Herne Bay        | 417         |
| 42         | Margate          | 3–1   | Faversham Town   | 182         |
| 43         | Ramsgate         | 0–1   | Tonbridge Angels | 86          |
| 44         | Redbridge        | 1–2   | Cheshunt         | 62          |
| 45         | Thurrock         | 0–4   | AFC Hornchurch   | 88          |
| 46         | Walton & Hersham | 2–1   | Merstham         | 50          |
| 47         | Walton Casuals   | 0–2   | Kingstonian      | 48          |
| 48         | Whyteleafe       | 2–1   | Leatherhead      | 70          |

### Vòng 3
| Mã số trận                                                                  | Đội nhà          | Tỷ số | Đội khách                  | Số khán giả |
| --------------------------------------------------------------------------- | ---------------- | ----- | -------------------------- | ----------- |
| 49                                                                          | Billericay Town  | 1–0   | AFC Hornchurch             | 116         |
| 50                                                                          | Cheshunt         | 0–2   | Grays Athletic             | 81          |
| 51                                                                          | Hendon           | 1–0   | Hampton & Richmond Borough | 87          |
| 52                                                                          | Maidstone United | 0–4   | Tonbridge Angels           | 460         |
| Tonbridge Angels removed from competition for fielding an ineligible player |                  |       |                            |             |
| 53                                                                          | Margate          | 2–0   | Burgess Hill Town          | 169         |

| Mã số trận                           | Đội nhà          | Tỷ số | Đội khách           | Số khán giả |
| ------------------------------------ | ---------------- | ----- | ------------------- | ----------- |
| 54                                   | Walton & Hersham | 1–1   | Kingstonian         | 105         |
| Kingstonian advance 2–1 on penalties |                  |       |                     |             |
| 55                                   | Whyteleafe       | 6–2   | East Grinstead Town | 90          |
| 56                                   | Witham Town      | 1–1   | AFC Sudbury         | 105         |
| AFC Sudbury advance 4–3 on penalties |                  |       |                     |             |

### Vòng tứ kết
| Mã số trận | Đội nhà         | Tỷ số | Đội khách        | Số khán giả |
| ---------- | --------------- | ----- | ---------------- | ----------- |
| 57         | AFC Sudbury     | 0–3   | Grays Athletic   | 126         |
| 58         | Billericay Town | 4–3   | Whyteleafe       | 107         |
| 59         | Hendon          | 2–0   | Maidstone United | 84          |
| 60         | Margate         | 2–1   | Kingstonian      | 164         |

### Vòng bán kết
| Mã số trận | Đội nhà        | Tỷ số | Đội khách       | Số khán giả |
| ---------- | -------------- | ----- | --------------- | ----------- |
| 61         | Grays Athletic | 2–1   | Billericay Town | 211         |
| 62         | Hendon         | 2–1   | Margate         | 125         |

### Chung kết
| Mã số trận | Đội nhà        | Tỷ số | Đội khách | Số khán giả |
| ---------- | -------------- | ----- | --------- | ----------- |
| 63         | Grays Athletic | 2–3   | Hendon    | 379         |

## Liên kết khác
- Official website
- "The Ryman Football League". isthmian.co.uk. Ryman Football League. Truy cập ngày 3 tháng 8 năm 2009.
- "Isthmian League History". fchd.info. Football Club History Database. Truy cập ngày 3 tháng 8 năm 2009.